# 57 (číslo)
Padesát sedm, 57 je přirozené číslo. Následuje po číslu 56 a předchází číslu 58. Řadová číslovka je padesátýsedmý nebo sedmapadesátý. Římskými číslicemi se zapisuje LVII.

## Matematické vlastnosti
- 57 je bezčtvercové celé číslo.

## Chemie
57 je atomové číslo lanthanu a neutronové číslo nejběžnějšího izotopu ruthenia.

## Doprava
- Římská číslice I a číslo 57 značí silnici I. třídy I/57 v Česku.

## Ostatní
- +57 je mezinárodní telefonní předvolba Kolumbie

## Roky
- 57 př. n. l.
- 57
- 1957